# رودريغو أرماندو غونزاليس
رودريغو أرماندو غونزاليس (بالإسبانية: Rodrigo Armando González)‏ (12 أبريل 1998 في المكسيك - ) هو لاعب كرة قدم مكسيكي في مركز الدفاع. لعب مع نادي أمريكا.

## وصلات خارجية
- رودريغو أرماندو غونزاليس على موقع قاعدة بيانات كرة القدم.إي يو (الإنجليزية)
- رودريغو أرماندو غونزاليس على موقع Soccerway.com (الإنجليزية)